# Guillaume Restes
Guillaume Restes (Toulouse, 11 de março de 2005) é um futebolista francês que atua como goleiro. Atualmente, defende o Toulouse.

## Carreira

### Toulouse
Nascido na cidade de Toulouse, Restes iniciou sua carreira no clube homônimo da cidade aos seis anos, vindo da filial de Montaudran.
Assinou seu primeiro contrato profissional o com clube no Verão de 2021. Suas boas atuações nas categorias de base e na equipe B atuando na National 3 levaram a ser comparado com Alban Lafont, goleiro revelado pelo clube anteriormente.
Apesar da chegada de Álex Domínguez e da concorrência com Kjetil Haug, Restes estabelece-se como um potencial titular e uma alternativa a Maxime Dupé ao ter uma boa atuação na vitória contra a Roma por 2–1 num amistoso de início de temporada.

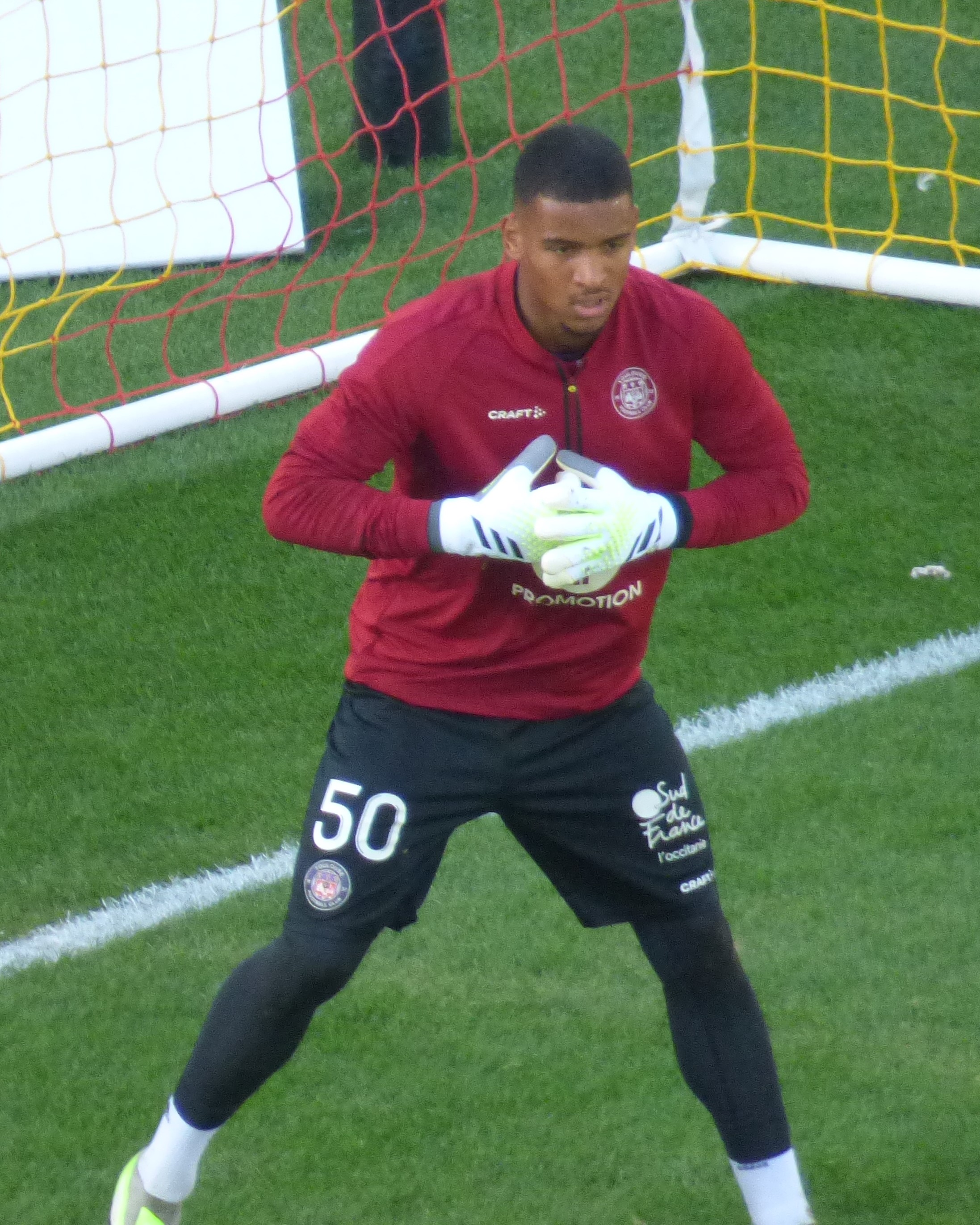
Restes pelo em 2023

Restes fez sua estreia profissional pelo Toulouse em 13 de agosto de 2023 na vitória contra o Nantes na 1ª rodada da Ligue 1 de 2023–24, onde foi elogiado por ter uma atuação decisiva pela vitória do time. Em 31 de outubro, Guillaume renovou seu contrato com o clube até 2028.
Em março de 2024, Guillaume figurou na tradicional lista da Goal de 50 maiores promessas nascidas em 2005, ficando na 16ª posição.

## Seleção Francesa
De ascendência marfinense por parte de mãe e podendo atuar pela Costa do Marfim, Guillaume Restes atuou pelas categorias Sub-17 e Sub-18 da França, além de ser convocado pela primeira vez em 31 de agosto de 2023 para o Sub-21 pelo técnico Thierry Henry, para um amistoso contra a Dinamarca e um jogo contra a Eslovênia válido pelas eliminatórias para o Campeonato Europeu Sub-21 de 2025.

## Títulos

### Toulouse
- Copa da França: 2022–23

### Prêmios individuais
- NXGN 2024 (goal): 16º posição